# Longepi
Longepi es un género de arañas araneomorfas de la familia Lamponidae. Se encuentra en Australia. 

## Lista de especies
Según The World Spider Catalog 12.0:
- Longepi barmah Platnick, 2000
- Longepi bondi Platnick, 2000
- Longepi boyd Platnick, 2000
- Longepi canungra Platnick, 2000
- Longepi cobon Platnick, 2000
- Longepi durin Platnick, 2000
- Longepi tarra Platnick, 2000
- Longepi woodman Platnick, 2000